# Абердин (Міссісіпі)
Абердин (англ. Aberdeen) — місто (англ. city) в США, в окрузі Монро штату Міссісіпі. Населення — 4961 особа (2020).

## Географія
Абердин розташований за координатами 33°49′42″ пн. ш. 88°33′17″ зх. д. / 33.82833° пн. ш. 88.55472° зх. д. (33.828299, -88.554741).  За даними Бюро перепису населення США в 2010 році місто мало площу 32,04 км², з яких 31,31 км² — суходіл та 0,73 км² — водойми.

## Демографія
Згідно з переписом 2010 року, у місті мешкало 5612 осіб у 2162 домогосподарствах у складі 1435 родин. Густота населення становила 175 осіб/км².  Було 2468 помешкань (77/км²).
Расовий склад населення:
| - 69,2 % — чорних або афроамериканців - 28,8 % — білих - 0,2 % — азіатів - 0,1 % — корінних американців |

До двох чи більше рас належало 1,0 %. Частка іспаномовних становила 1,0 % від усіх жителів.
За віковим діапазоном населення розподілялося таким чином: 25,0 % — особи молодші 18 років, 59,1 % — особи у віці 18—64 років, 15,9 % — особи у віці 65 років та старші. Медіана віку мешканця становила 36,6 року. На 100 осіб жіночої статі у місті припадало 83,9 чоловіків;  на 100 жінок у віці від 18 років та старших — 78,3 чоловіків також старших 18 років.
Середній дохід на одне домашнє господарство  становив 40 955 доларів США (медіана — 30 357), а середній дохід на одну сім'ю — 47 989 доларів (медіана — 43 387). Медіана доходів становила 31 347 доларів для чоловіків та 26 169 доларів для жінок. За межею бідності перебувало 35,0 % осіб, у тому числі 53,4 % дітей у віці до 18 років та 15,7 % осіб у віці 65 років та старших.
Цивільне працевлаштоване населення становило 2047 осіб. Основні галузі зайнятості: виробництво — 24,3 %, освіта, охорона здоров'я та соціальна допомога — 19,7 %, роздрібна торгівля — 13,2 %, мистецтво, розваги та відпочинок — 8,6 %.